# Candido (nome)
Candido  è un nome proprio di persona italiano maschile.

## Varianti
- Femminili: Candida[1][3][4]

### Varianti in altre lingue
- Asturiano: Candedo[5]
- Basco: Kandidi[5]
- Catalano: Càndid[5], Candi[5]
- Francese: Candide[2][6]
- Friulano: Cjàndit[7]
- Inglese
  - Femminili: Candida[2][6]
  - Ipocoristici femminili: Candy[6]
- Latino: Candidus[1][2][3]
  - Femminili: Candida[1][2][3][6]
- Portoghese: Cândido[2]
  - Femminili: Cândida[2]
- Spagnolo: Cándido[2][5]
  - Femminili: Cándida[2]

## Origine e diffusione
Continua il nome tardo latino Candidus, precedentemente attestato come cognomen a partire dall'età imperiale; era un nome dal significato trasparente in latino tanto quanto lo è in italiano, dato che si basa sull'aggettivo candidus, cioè appunto "candido", sia nel senso di "bianchissimo", "luminoso", sia nel senso lato di "puro", "sincero". Etimologicamente, candidus deriva da candeo, candēre, "essere incandescente", "risplendere", a sua volta dalla radice protoindoeuropea kand, "brillare", "splendere" (da cui anche viene anche "candela").
Il nome è stato portato da numerosi santi e sante dei primi secoli; in Italia è attestato ovunque, con più compattezza in Lazio e più comunemente nella forma femminile (che, negli anni settanta, contava diciassettemila occorrenze, diecimila in più rispetto al maschile); la sua diffusione è in parte sostenuta dal culto di vari santi e sante così chiamati, e in parte dovuta a ragioni letteraria, in particolare alle opere Candido di Voltaire (1759) e Candida di Shaw (1898); quest'ultima è responsabile anche della diffusione del femminile nei paesi anglofoni.

## Onomastico

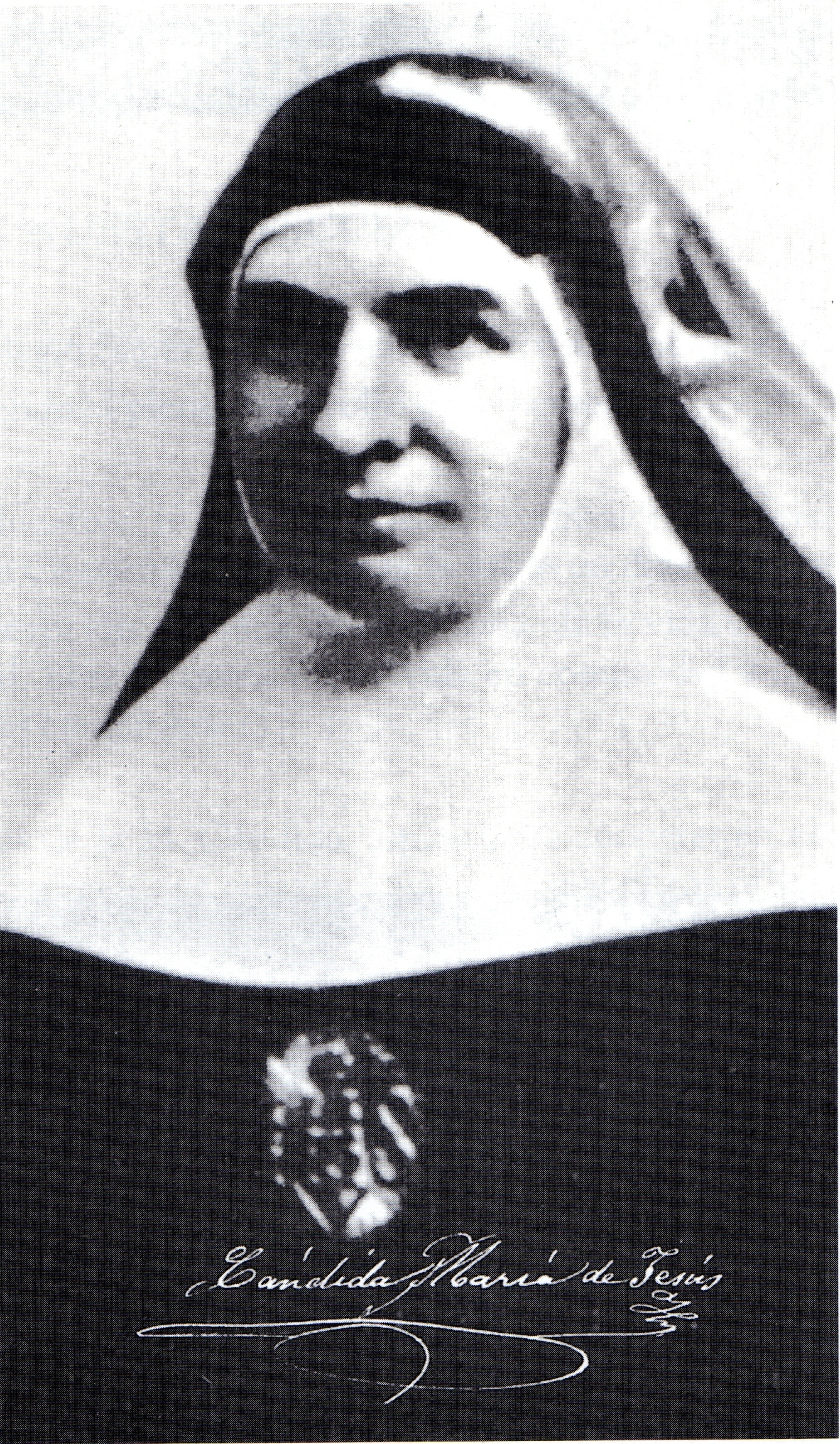
Santa Candida Maria di Gesù

L'onomastico si può festeggiare in memoria di diversi santi, fra i quali, alle date seguenti:
- 21 gennaio, san Candido, martire a Trebisonda sotto Diocleziano[9]
- 2 febbraio san Candido, martire a Roma[1][5][9]
- 9 marzo san Candido, vescovo, uno dei quaranta martiri di Sebaste[1][9][10]
- 11 marzo san Candido, martire ad Alessandria d'Egitto[1][9]
- 22 settembre, san Candido, uno dei martiri della legione tebana, ucciso presso Sion[1][9][10]
- 3 ottobre san Candido, martire a Roma[1][9]
- 15 dicembre san Candido, martire in Africa[1][9]

Per la forma femminile si ricordano invece le seguenti figure:
- Lunedì dopo la prima domenica di maggio, beata Candida da Milazzo, terziaria minima; a lei veniva erroneamente attribuito il corpo della martire del 19 giugno[12]
- 27 gennaio, santa Candida, madre di sant'Emerio, anacoreta presso Banyoles[11]
- 20 maggio, santa Candida, martire, venerata assieme a Calogero e Basilla a Termini Imerese[13]
- 1º giugno, santa Candida, martirizzata dai danesi a Whitchurch[11]
- 6 giugno, santa Candida, martire col martiro Artemio e la figlia Paolina a Roma[1][11][10]
- 19 giugno, santa Candida, martire; il suo corpo santo venne estratto dalla Catacomba di santa Ciriaca il 19 giugno 1784, e traslato nel santuario di San Francesco di Paola a Milazzo, ragion per cui veniva confusa con l'omonima beata[12]
- 9 agosto, santa Candida Maria di Gesù, fondatrice delle Figlie di Gesù[11][10]
- 29 agosto, santa Candida, martire, ritrovata nelle catacombe di Priscilla e traslata nella chiesa di Santa Maria dei Miracoli[1][11][14]
- 4 settembre, santa Candida la Vecchia, donna curata e convertita da san Pietro[1][11]
- 10 settembre, santa Candida la Giovane, madre di famiglia di Napoli[1][11]
- 20 settembre, santa Candida, vergine e martire a Cartagine sotto Massimiano, patrona di Ventotene[1][11][10]
- 3 ottobre, santa Candida, martire a Roma[10]
- 1º dicembre, santa Candida, martire a Roma[1][11]

## Persone

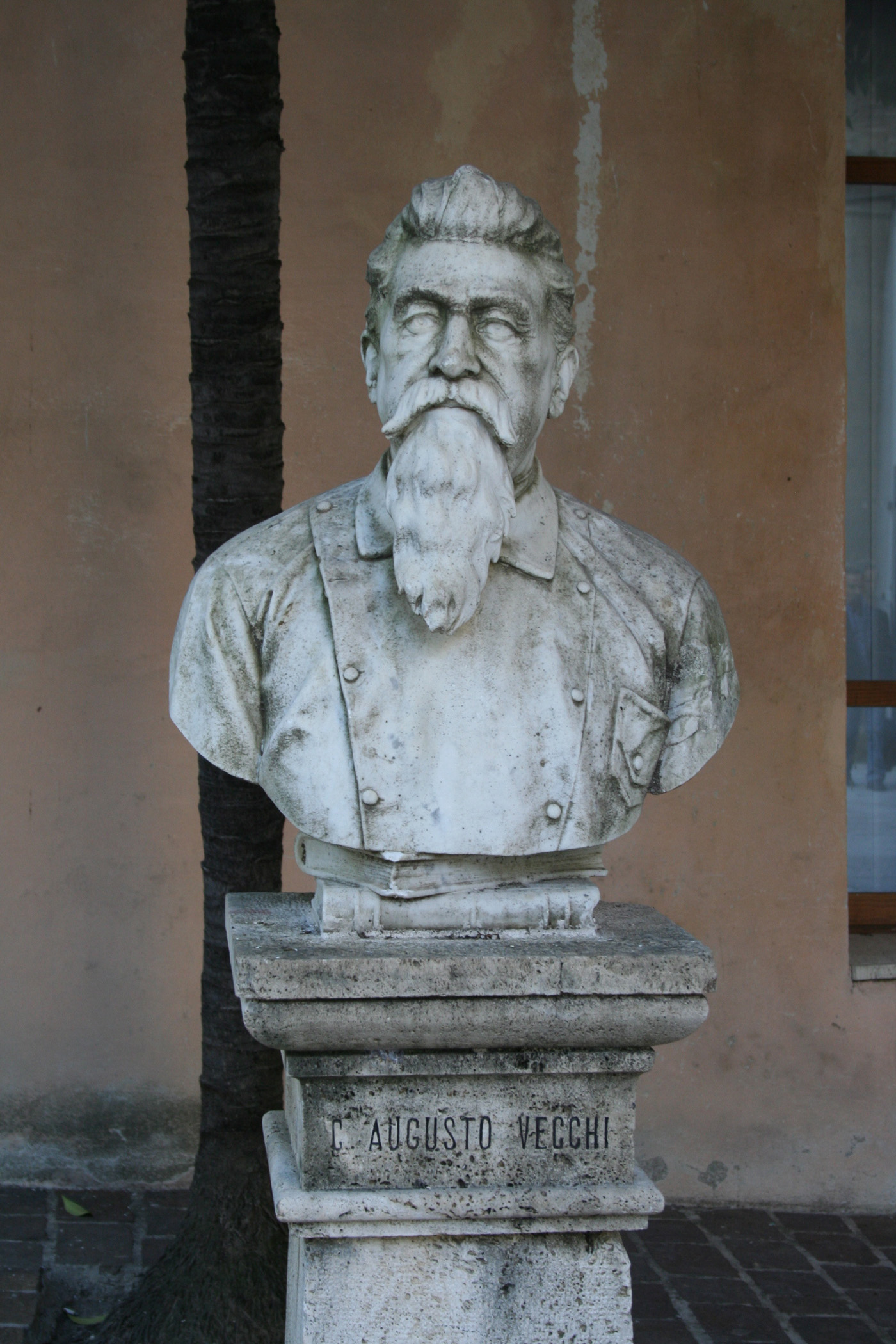
Candido Augusto Vecchi

- Candido Beretta, calciatore italiano
- Candido Cannavò, giornalista e mezzofondista italiano
- Candido De Angelis, politico e imprenditore italiano
- Candido Ghiotti, glottologo e insegnante italiano
- Candido Mura, politico italiano
- Candido Portinari, pittore brasiliano
- Candido Augusto Vecchi, storico, patriota e militare italiano

### Variante Cándido

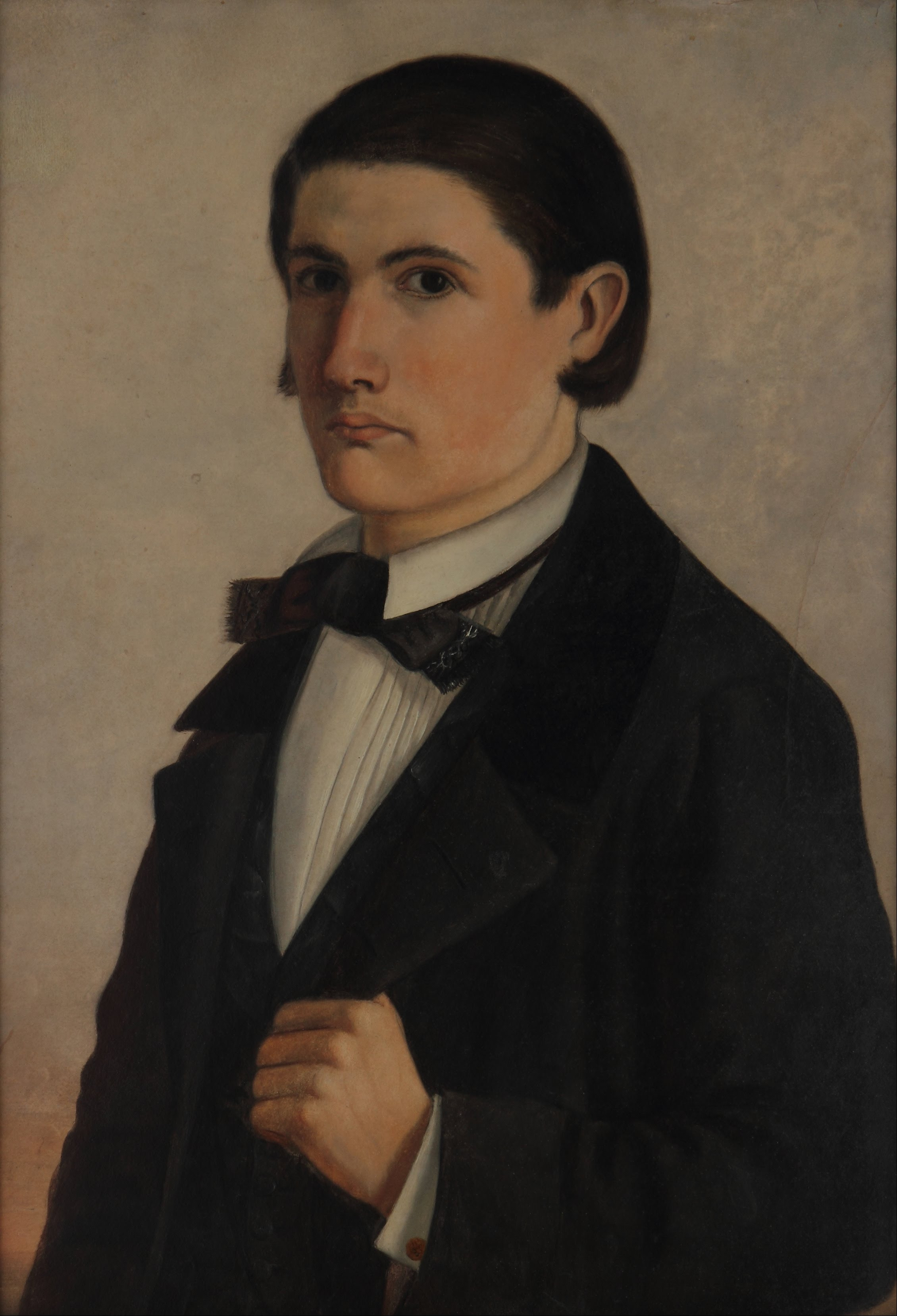
Cándido López

- Cándido Aguilar, politico e generale messicano
- Cándido Camero, percussionista e polistrumentista cubano
- Cándido Bareiro, politico paraguaiano
- Cándido De Nicola, calciatore argentino
- Cándido López, pittore argentino

### Altre varianti maschili
- Cândido Barbosa, ciclista su strada portoghese
- Cândido Firmino de Mello-Leitão, aracnologo e zoologo brasiliano
- Cândido Rondon, militare e sertanista brasiliano
- Candide Thovex, sciatore francese

### Variante femminile Candida
- Candida Höfer, artista tedesca
- Candida Mara, cantante italiana
- Candida Morvillo, giornalista e scrittrice italiana
- Candida Moss, docente, biblista, editorialista e storica britannica
- Candida Royalle, attrice pornografica, regista e produttrice cinematografica statunitense
- Candida Xu, filantropa cinese

## Il nome nelle arti
- Candido è un personaggio dell'omonimo racconto di Voltaire.
- Candida Morell è la protagonista dell'opera di George Bernard Shaw Candida.
- Candida è un personaggio del film del 1982 La casa stregata.
- La mia bidella Candida fu una canzone vincitrice dello Zecchino d'Oro nel 1999.